# Itame simpliciata
Itame simpliciata är en fjärilsart som beskrevs av Barnes och Mcdunnough 1918. Itame simpliciata ingår i släktet Itame och familjen mätare. Inga underarter finns listade i Catalogue of Life.